# 卡爾霍恩 (路易斯安那州)
卡爾霍恩（英語：Calhoun）是位於美國路易斯安那州沃希托堂區的一個普查規定居民點。

## 人口
根據2020年美國人口普查的數據，卡爾霍恩的面積為6.12平方千米，當中陸地面積為6.12平方千米，而水域面積為0.00平方千米。當地共有人口670人，而人口密度為每平方千米109.48人。